# Fluorid wolframový
Fluorid wolframový, někdy též hexafluorid wolframu, je anorganická sloučenina s chemickým vzorcem WF6 (v angličtině i F6W). Je to toxický, žíravý, bezbarvý plyn s hustotou asi 13 kg/m3 (zhruba 11krát těžší než vzduch). Je to jeden z nejhustších známých plynů za standardních podmínek. WF6 se běžně používá v polovodičovém průmyslu k nanášení wolframových filmů s využitím chemické depozice z plynné fáze. Tato vrstva vytváří vodivé spoje s nízkým odporem. Je to jeden ze sedmnácti známých binárních hexafluoridů.

## Vlastnosti
Molekula WF6 je oktaedrická s grupou symetrií Oh . Délky W–F vazeb jsou 183,2 pm. V rozmezí teplot 2,3 °C až 17 °C je fluorid wolframový bezbarvá kapalina o hustotě 3440 kg/m3 při 15°C. Při 2,3 °C tuhne na bílou pevnou látku s krychlovou krystalickou strukturou, mřížkovou konstantou 628 pm a vypočtenou hustotou 3990 kg/m3. Při −9 °C se struktura přemění na kosočtverečnou s mřížkovými konstantami a = 960,3 pm, b = 871,3 pm a c = 504,4 pm a hustotou 4560 kg/m3. V této fázi je vzdálenost W–F 181 pm. Zatímco plynný WF6 je jedním z nejhustších plynů, jehož hustota převyšuje hustotu nejtěžšího elementárního plynu radonu (9,73 g/l), hustota v kapalném a pevném stavu je spíše průměrná.
Tlak par v rozmezí teplot −70 °C a 17 °C lze popsat rovnicí
log10 P = 4,55569 − 1021,208 ⁄ T + 208.45,
kde P = tlak par (bar), T = teplota (°C).

## Příprava a výroba
Fluorid wolframový se obvykle vyrábí exotermickou reakcí plynného fluoru s wolframovým práškem při teplotě mezi 350 °C a 400 °C:
W + 3 F2 → WF6
Plynný produkt se destilací oddělí od WOF4 (obvyklá nečistota). Ve variantě přímé fluorace se kov umístí do vyhřívaného reaktoru, mírně natlakovaného na 8 až 14 kPa a protékaného konstantním proudem WF6 s malým podílem plynného fluoru.
Plynný fluor ve výše uvedené metodě může být nahrazen ClF, ClF3 nebo BrF3. Alternativním postupem výroby fluoridu wolframového je reakce oxidu wolframového (WO3) s HF, BrF3, popř. SF4. Fluorid wolframový lze také získat konverzí chloridu wolframového pomocí HF, AsF3 nebo SbF5 
WCl6 + 6 HF → WF6 + 6 HCl nebo
WCl6 + 2 AsF3 → WF6 + 2 AsCl3 nebo
WCl6 + 3 SbF5 → WF6 + 3 SbF3Cl2

## Reakce
Ve styku s vodou nebo vodní parou vzniká fluorovodík (HF) a fluoridy-oxidy wolframu, případně až oxid wolframový:
WF6 + H2O → WOF4 + 2 HF
WF6 + 2 H2O → WO2F2 + 4 HF
WF6 + 3 H2O → WO3 + 6 HF
Na rozdíl od některých jiných fluoridů kovů, WF6 není dobrým fluoračním činidlem ani silným oxidantem. WF6 lze zredukovat na fluorid wolframičitý (WF4).

## Aplikace v polovodičovém průmyslu
Nejrozšířenější použití fluoridu wolframového je v polovodičovém průmyslu, kde se používá pro nanášení kovového wolframu pomocí chemické depozice z plynné fáze . V souvislosti s rozvojem polovodičového průmyslu v 80. a 90. letech 20. století vzrostla spotřeba fluoridu wolframového na úroveň kolem 200 tun ročně. V roce 2020 dosáhla spotřeba 4620 tun ročně s trvale rostoucí tendencí.
Kovový wolfram je ve výrobě polovodičů atraktivní díky své relativně vysoké tepelné a chemické stabilitě, nízkému měrnému odporu (5,6 μΩ·cm) a velmi nízké elektromigraci. Výhodou WF6 oproti příbuzným sloučeninám jako WCl6 nebo WBr6 je vyšší tlak par a tedy vyšší rychlosti depozice. Byly vyvinuty dva způsoby depozice: tepelný rozklad a redukce vodíkem. Požadovaná čistota plynu je poměrně vysoká, v závislosti na aplikaci se pohybuje mezi 99,98 % a 99,9995 %.

## Jiné aplikace
Mimo polovodičový průmysl je fluorid wolframový používán k výrobě karbidu wolframu metodou chemické depozice z plynné fáze.
Jako těžký plyn lze fluorid wolframový použít jako pufr pro řízení reakcí plynů. Například zpomaluje rychlost chemické reakce Ar/H2/O2 plamene, což vede ke snížení teploty plamene. 

## Bezpečnost
Fluorid wolframový je extrémně žíravý, protože reaguje s vlhkostí v organických materiálech za vzniku kyseliny fluorovodíkové. Zásobní nádoby musí mít teflonová těsnění.